# WISE 1217+1626
WISEPC J121756.91+162640.2（编号可缩写为 WISE 1217+1626，又称WISE J1217+1626）是一颗光谱分类为T9的棕矮星，位于后发座中， 距离地球大约23光年。

## 发现
WISE 1217+1626是于2011年由J·大卫·柯克帕特里克（J. Davy Kirkpatrick）等人从廣域紅外線巡天探測衛星（WISE）收集的数据中发现的。该卫星是美国宇航局发射的40厘米波长红外线太空望远镜，环绕地球飞行，它的任务从2009年12月直到2011年2月。2011年，柯克帕特里克等人在天文期刊增刊上发表论文，当时他们宣布发现了98个WISE观测到的棕矮星，其中恒星的光谱分类有M、L、T和Y，其中一颗就是WISE 1217+1626。

## 距离
目前还没有用三角视差法对WISE 1217+1626进行测距。因此这个天体只有估测的距离，这些数据由间接方法光度法测定。
WISE 1217+1626的估计距离
| 来源                       | 视差/mas | 距离/pc | 距离/ly | 参考文献 |
| -------------------------- | -------- | ------- | ------- | -------- |
| 柯克帕特里克等人（2011年） |          | ~6.7    | ~21.9   | [ 1 ]    |
| 柯克帕特里克等人（2012年） |          | ~7.1    | ~23.2   | [ 2 ]    |

非三角视差法测量的距离用斜体表示。